# Lakemore (Ohio)
Pour les articles homonymes, voir Lakemore.
Lakemore est un village américain situé dans le comté de Summit, dans l'Ohio. Selon le recensement de 2010, sa population est de 3 068 habitants.